# روبرت كلير
روبرت كلير (بالإنجليزية: Robert Clare)‏ هو لاعب كرة قدم بريطاني، ولد في 28 فبراير 1983 في بلبر ‏ في المملكة المتحدة. لعب مع ستوكبورت كونتي ونادي بلاكبول.

## وصلات خارجية
- روبرت كلير على موقع قاعدة بيانات كرة القدم.إي يو (الإنجليزية)
- روبرت كلير على موقع Soccerbase.com (لاعب) (الإنجليزية)